# Big Calm
Big Calm – drugi album studyjny brytyjskiej grupy triphopowej Morcheeba wydany 16 marca 1998.

## Lista utworów[3]
1. „The Sea” – 5:41
2. „Shoulder Holster” – 4:04
3. „Part of the Process” – 4:23
4. „Blindfold” – 4:37
5. „Let Me See” – 4:20
6. „Bullet Proof” – 4:11
7. „Over and Over” – 2:20
8. „Friction” – 4:13
9. „Diggin' a Watery Grave” – 1:34
10. „Fear and Love” – 5:04
11. „Big Calm” – 6:00
12. „The Music That We Hear” – 3:49 (utwór bonusowy)